# Première circonscription de Deder
La première circonscription de Deder, en Ethiopie, est une des 177 circonscriptions législatives de l'État fédéré Oromia, elle se situe dans la Zone Est Hararghe. Sa représentante actuelle est Fatuma Yusef Amede.